# (523681) 2014 BV64
(523681) 2014 BV64 ist ein großes transneptunisches Objekt, das bahndynamisch als entweder Detached Object, Cubewano oder auch allgemeiner als «Distant Object» eingestuft wird. Aufgrund seiner Größe ist der Asteroid ein Zwergplanetenkandidat.

## Entdeckung
2014 BV64 wurde am 25. Januar 2012 von einem Astronomenteam, bestehend aus B. Gibson, T. Goggia, N. Primak, A. Schultz und M. Willman, mit dem 1,8-m-Pan-STARRS-Teleskop (PS1) am Haleakalā-Observatorium (Maui) entdeckt. Die Entdeckung wurde am 16. Juli 2016 bekanntgegeben, der Asteroid erhielt am 25. September 2018 die Kleinplanetennummer 523681.
Nach seiner Entdeckung ließ sich 2014 BV64 auf Fotos bis zum 11. Februar 2004, die im Rahmen des Near Earth Asteroid Tracking am Palomar-Observatorium gemacht wurden, zurückgehend identifizieren und so seinen Beobachtungszeitraum um 8 Jahre verlängern, um so seine Umlaufbahn genauer zu berechnen. Im Oktober 2018 lagen insgesamt 220 Beobachtungen über einen Zeitraum von 15 Jahren vor. Die bisher letzte Beobachtung wurde im März 2018 wiederum am Pan-STARRS-Teleskop durchgeführt. (Stand 9. Februar 2019)

## Eigenschaften

### Umlaufbahn
2014 BV64 umkreist die Sonne in 309,55 Jahren auf einer leicht elliptischen Umlaufbahn zwischen 36,23 AE und 52,50 AE Abstand zu deren Zentrum. Die Bahnexzentrizität beträgt 0,147, die Bahn ist 15,46° gegenüber der Ekliptik geneigt. Derzeit ist der Planetoid 47,40 AE von der Sonne bzw. 46,48 AE von der Erde entfernt. Das Perihel durchläuft er das nächste Mal 2101, der letzte Periheldurchlauf dürfte also im Jahre 1792 erfolgt sein.
Marc Buie (DES) stuft den Planetoiden als erweitertes SDO (ESDO bzw. DO) ein, während das Minor Planet Center ihn allgemein als «Distant Object» und als Nicht-SDO einordnet. Das Johnston’s Archive führt es als Cubewano.

### Größe und Rotation
Derzeit wird von einem Durchmesser von etwa 513 km ausgegangen, basierend auf einem Rückstrahlvermögen von 8 % und einer absoluten Helligkeit von 4,9 m. Die scheinbare Helligkeit von 2014 BV64 beträgt 21,59 m.
Da anzunehmen ist, dass sich 2014 BV64 aufgrund seiner Größe im hydrostatischen Gleichgewicht befindet und somit weitgehend rund sein muss, sollte er die Kriterien für eine Einstufung als Zwergplanet erfüllen. Mike Brown geht davon aus, dass es sich bei 2014 BV64 um wahrscheinlich einen Zwergplaneten handelt.
| Jahr                                         | Abmessungen km | Quelle   |
| -------------------------------------------- | -------------- | -------- |
| 2018                                         | 509,0          | Johnston |
| 2018                                         | 513,0          | Brown    |
| Die präziseste Bestimmung ist fett markiert. |                |          |